# Japonska slovnica

## Besedilo
Besedilo (文章 bunshō) je sestavljeno iz stavkov (文 bun). Stavek je sestavljen iz povedi (文節 bunsetsu), ki so najmanjša enota, ki še ima pomen. Podobno kot kitajščina in korejščina pisna japonščina ne loči posameznih besed s presledki.

## Glagoli
Glagoli v japonščini stojijo na koncu stavka. Primer:
| 猫             | は   | 魚     | を      | 食べる。 |
| neko           | wa   | sakana | o       | taberu.  |
| Mačka          | TÉMA | riba   | PREDMET | jé.      |
| Mačka jé ribo. |      |        |         |          |

### Tipi glagolov
Ločimo tri tipe glagolov: petstopenjske (V5), enostopenjske(V1) ter posebna glagola kiru （来る；来ます)　in suru (する；します） (Vs)。

#### -て

##### V1
Pri glagolih V1 enostavno odstranimo ます　in namesto tega napišemo て ter tako dobimo て obliko.
食べーます　-> 食べーて

##### V5
| Osnova (漢字) | Osnova (ひらがな） | ます                 | て               | Pomen       |
| ------------- | ------------------ | -------------------- | ---------------- | ----------- |
| 行く*         | いく               | 行きます（いきます） | いって（いって） | iti         |
| 書く          | かく               | かきます             | かいて           | pisati      |
| 使う          | つかう             | 使います             | 使って           | uporabljati |
| 貸す          | かす               | 貸します             | 貸し手           | posoditi    |
| 呼ぶ          | よぶ               | 呼びます             | 呼んで           | klicati     |

- izjema.

## Samostalniki

### Kopola desu です
Oblika povedi s samostalnikom in です。
|         | nepreteklo                  | preteklo                          |
| ------- | --------------------------- | --------------------------------- |
| trdilno | 犬（いぬ） です。           | 犬（いぬ） でした。               |
| nikalno | 犬（いぬ） ではありません。 | 犬（いぬ） ではありませんでした。 |

## Pridevniki

### Kopola desu です
Pridevniki na -na 
しずかーな
|         | nepreteklo              | preteklo                      |
| ------- | ----------------------- | ----------------------------- |
| trdilno | しずか です。           | しずか でした。               |
| nikalno | しずか ではありません。 | しずか ではありませんでした。 |

Pridevniki na -i
暑（あつ）ーい
|         | nepreteklo                    | preteklo                              |
| ------- | ----------------------------- | ------------------------------------- |
| trdilno | 暑い（あつい） です。         | 暑かった（あつかった） です。         |
| nikalno | 暑くない（あつくない） です。 | 暑くなかった（あつくなかった） です。 |

## Števniki

### Japonski števniki
Japonščina ima dve vrsti števnikov: a) števnike domačega izvora in b) števnike kitajskega izvora.
| Število           | Znak     | Najpogostejše branje | On branje            |
| ----------------- | -------- | -------------------- | -------------------- |
| 0                 | 零 / 〇  | zero                 | rei / れい           |
| 1                 | 一 / 弌* | ichi / いち          | ichi / いち          |
| 2                 | 二 / 弍* | ni / に              | ni, ji / に、じ      |
| 3                 | 三       | san / さん           | san / さん           |
| 4                 | 四 / 亖* | yon / よん           | shi / し             |
| 5                 | 五       | go / ご              | go / ご              |
| 6                 | 六       | roku / ろく          | roku / ろく          |
| 7                 | 七       | nana / なな          | shichi / しち        |
| 8                 | 八       | hachi / はち         | hachi / はち         |
| 9                 | 九       | kyū / きゅう         | kyū, ku / きゅう、く |
| 10                | 十       | jū / じゅう          | jū / じゅう          |
| 100               | 百       | hyaku / ひゃく       | hyaku / ひゃく       |
| 1000              | 千       | sen / せん           | sen / せん           |
| 10.000            | 万       | man / まん           | man / まん           |
| 100.000.000       | 億       | oku / おく           | oku / おく           |
| 1.000.000.000.000 | 兆       | chō / ちょう         | chō / ちょう         |

Pozor: nič, dve, štiri, sedem in devet imajo dve izgovorjavi. Še posebej je potrena pozornosti pri štiri, saj　し (shi) pomeni tudi smrt.

#### Desetice
| Desetica | Znak       | Branje              |
| -------- | ---------- | ------------------- |
| 10       | 十         | じゅう(jū)          |
| 20       | 二十 / 廿* | にじゅう(nijū)      |
| 30       | 三十 / 卅* | さんじゅう(sanjū)   |
| 40       | 四十       | よんじゅう(yonjū)   |
| 50       | 五十       | ごじゅう(gojū)      |
| 60       | 六十       | ろくじゅう(rokujū)  |
| 70       | 七十       | ななじゅう(nanajū)  |
| 80       | 八十       | はちじゅう(hachijū) |
| 90       | 九十       | きゅうじゅう(kyūjū) |

Pozor:　Nikoli ne rečemo 10  いちじゅう(ichijū). Nikoli ne beremo 40 しじゅう(shijū), 70 しちじゅう(shichijū )、90 くじゅう(kujū).

#### Japonskega izvora
- 一つ（ひとつ）hitotsu ... eden,
- 二つ（ふたつ）futatsu ... dva,
- 三つ（みっつ）mittsu ... tri,
- 四つ（よっつ）yottsu ... štiri,
- 五つ（いつつ）itsutsu ... pet,
- 六つ（むっつ）muttsu ... šest,
- 七つ（ななつ）nanatsu ... sedem,
- 八つ（やっつ）yattsu ... osem,
- 九つ（ここのつ）kokonotsu ... devet,
- 十つ（とお）tō ... deset

Od deset naprej se uporabljajo številke kitajskega izvora. Pri številkah, kjer nstopajo enice "štiri" ali "sedem" pa lahko vskočijo tudi števniki japonskega izvora. Dodati moramo obrazilo つ (tsu).

### Števniki z mero
Japonski samostalniki se obnašajo podobno kot slovenski samostalniki tipa mleko, voda, dež, ali pa jabolka, hiše, drevesa itn. Pri tem uporabimo mero, ki pa se v japonskem jeziku razlikujejo od vrste stvari, ki jih štejemo. Kadar mere ne poznamo, lahko štejemo tudi z japonskimi števniki ひとつ、ふたつ、itn. Mero dodamo na koncu števnika in z njim tvori celoto.
Posebno pozorno je vedno treba nameniti števnikom za štiri (四）,sedem (七) in devet　(九). Ti poznajo več kot eno izgovorjavo.
- mera za ljudi

Izjemi:
一人（ひとり） hitori ,二人（ふたり）futari,
naprej regularno z uporabo -人（にん）
三人（さんにん）sannin ,四人（よんにん）yonnin,五人（ごにん）gonin,六人（ろくにん）rokunin,七人（しちにん、ななにん）shichinin, nananin,八人（はちにん）hachinin,九人（きゅにん）kyunin...
- mera za stroje, aparate (avtomobili, kolesa, fotoaparati, itn.)

regularno z uporabo -台（だい）dai
一台（いちだい）ichidai,二台（にだい）nidai,三台（さんだい）sandai,...
- mera za tanke, ploske predmete (papir, krožniki, preproge, itn.)

regularno z uporabo -枚（まい）mai
一枚（いちまい）ichimai,二枚（にまい）nimai,三枚（さんまい）sanmai,四枚（よんまい）yonmai、五枚（ごまい）gomai、六枚（ろくまい）rokumai、七枚（しちまい、ななまい）shichimai, nanamai、八枚（はちまい）hachimai、九枚（きゅまい）kyumai、。。。
- mera za tanke, dolge predmete (drevesa, steklenice, pisala, itn.)

regularno z uporabo -本（ほん）hon
一本(いっぽん) ippon、日本(にほん) nihon、三本(さんぼん）sanbon、四本(よんほん)yonhon、五本(ごほん)gohon、六本(ろっぽん) roppon, 七本(ななほん) nanahon、八本(はっぽん) happon、九本(きゅうほん) kyūhon、十本(じゅうほん) jūhon,...
- mera (enota) za japonski denar:

regularno z uporabo -円（えん）en
Izgovorjava: čeravno se uradno piše えん (en), se izgovarja med en in jen. V slovenščini se enota za japonski denar kliče jen. Npr. 10 jenov.
一円（いちえん）ichien,二円（にえん）nien,三円（さんえん）sanen、四円（よえん）yoen、。。。
Pozor: nikoli し円 (shien). Pogovorno tudi よんえん (yonen).
- mera za ure

一時（いちじ）ichiji、二時（にじ）niji、三時（さんじ）sanji、四時（よじ）yoji、五時（ごじ）goji、六時（ろくじ）rokuji、七時（しちじ、ななじ）shichiji, nanaji、八時（はちじ）hachiji、九時（くじ）kuji、。。。
- mera za minute

## V angleščini:
- Japanese language
- Japanese grammar